# 78 v. Chr.
Portal Geschichte | Portal Biografien | Aktuelle Ereignisse | Jahreskalender | Tagesartikel

◄ |
2. Jahrhundert v. Chr. |
1. Jahrhundert v. Chr. |
1. Jahrhundert |
►

◄ | 90er v. Chr. | 80er v. Chr. | 70er v. Chr. | 60er v. Chr. |
50er v. Chr. |
►

◄◄ | ◄ | 81 v. Chr. | 80 v. Chr. | 79 v. Chr. | 78 v. Chr. |
77 v. Chr. |
76 v. Chr. |
75 v. Chr. |
► |
►►
Staatsoberhäupter

## Geboren
- um 78 v. Chr.: Gnaeus Pompeius der Jüngere, römischer Politiker († 45 v. Chr.)

## Gestorben
- Publius Rutilius Rufus, römischer Politiker (* um 158 v. Chr.)

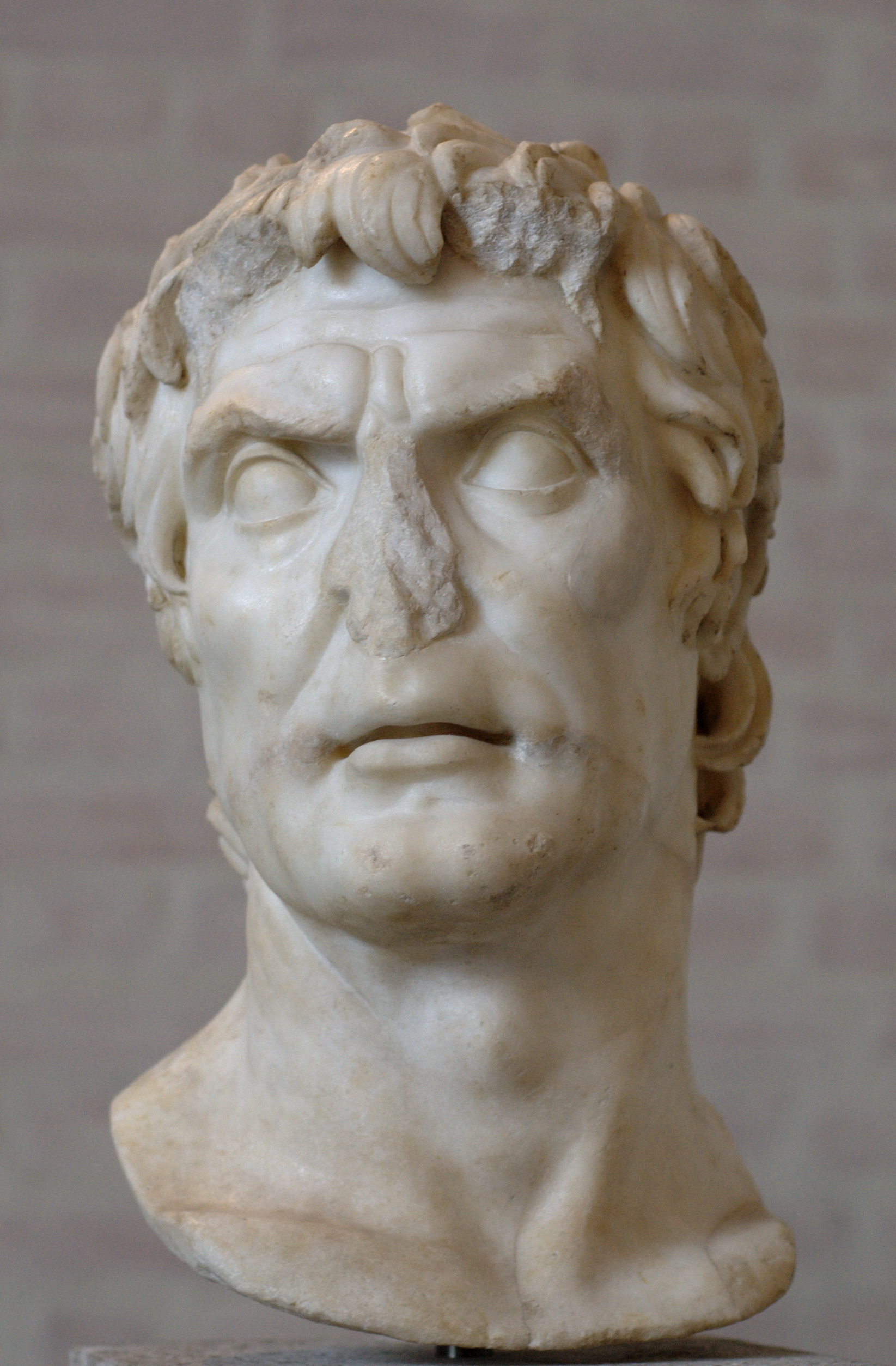
Bildnis eines Unbekannten, mit Sulla identifiziert, Münchner Glyptothek (Inv. 309)

- Lucius Cornelius Sulla Felix, römischer Politiker (* 138 v. Chr.)